# C Eriksson solo (revy)
C Eriksson Solo, med undertiteln Claes Eriksson undersöker scenens många möjligheter på ett ganska underhållande sätt, är en revy av Claes Eriksson och som hade urpremiär 28 september på Lorensbergsteatern i Göteborg 2007.
C Eriksson Solo var en av två stycken jubileumsföreställningar som firade Galenskaparna och After Shaves 25 år tillsammans. Utöver Claes som enda scenperson fanns Solorkestern, ledd av Anders Ekdahl, på plats.
I showen skulle bjudas på "poesiafton", "föredrag", "visafton", "revy", "konsert", "show", "cabarét", "seminarium" och "konferens".
Premiären skedde på Lorensbergsteatern i september 2007 där den spelades säsongen ut, samt en bit in på 2008. Våren 2008 blev föreställningen turné i södra Sverige med turnéavslut på Lorensbergsteatern i maj. Hösten 2008 flyttades den till Stockholm och ett antal gästspel på Maximteatern där den spelades fram till jul. Under hösten 2009 ingick föreställningen i Riksteaterns repertoar med turné runt om på teatrar i Mellansverige och Norrland.
Eftersom Den ofattbara orkestern kompade After Shave och Anders Eriksson på Kajskjul 8 sattes Solorkestern ihop bestående av: Anders Ekdahl (kapellmästare, arrangemang och klaviatur), Matz Nilsson (bas), Erik Weissglas (gitarr), Vanja Holm (slagverk), Karl Gunér (trummor) och Gunnel Samuelsson (träblås).

## Rollfigurer
Några av rollfigurerna var Doktor Sidekick, Professor Köttberg, Docent Silverstad, Släktforskarn, Badvakten Ola, Pastor Himmelholm, Mr Zingo the zinging magican, äggdressören Singor Uovo, Indelte soldaten Kulvert Dropp, hustrun Gerda och Kupletten Larsson.

## Revynummer
På badstranden:
- 1. Upptakt

a) Det sprack upp
b) Badvakten Ola
c) Båten bort
Miljöombyte och fortsättning hemma:
- 2. Poesiafton

a) Snart
b) Gud Fader i himmelen och Djävulen också
c) I Afrika
- 3. Litteraturafton

a) Bakom nutiden
b) Jättemördaren
- 4. Visafton

a) Den blöte i monsunen (musik: E Taube)
b) Visa om frukostbord  (musik: E Taube)
c) Folkdans och Sience fiction
- 5. Föredrag

Professon Köttberg talar över ett aktuellt ämne
- 6. Revy

a) Sketch: Amerikanarn och Skaraborgarn
b) Monolog: Släktforskarn
c) Kuplett: Bellman och tysken och polacken
- 7. Gudstjänst

a) Pastor Himmelholm predikar
b) In the Name of the Religion
PAUS
- 1. Konsert

a) The Flowertime is Now Coming Up to All of Us Here in the North
b) Shoppa loss
Miljöombyte och fortsättning någon annanstans:
- 2. Seminarium

a) Kulturnämndsordf. Adaktus Hazzelfot
b) Installationskonstnär selenoid Bruber
c) Kommunalpolitiker Kurt Lasseman
- 3. Konferens

a) Moderator och tankesmed Jerry Arnevold
b) Framtidsstrateg och tankesmed Perry Skåp
- 4. Kongress

Partiideolog Tony Fransson
- 5. Teater

Söndagsfrid – Allmogespel från ena halvan av 1800-talet
Roller: Indelte soldaten Kulvert Dropp, Gerda, hans hustru
Miljöombyte och fortsättning i showbusiness
- 6. Varieté

a) Äggdressör Signor Uovo
b) Trolleriprofessor Mr Zingo - The Zinging Magician
- 7. Cabaret

Jag ska gå – cabaretsångare Åke Bly
- 8. Musikal

Andra flickor – Roberto och Dolores kärleksduett ur musikalen Kärlek och Plockepinn
- 9. Show

Showbusiness
- 10. Avrundning

a) Funderingar och förklaringar
b) Allt man slipper